# Maple Leaf (moneta)
Maple Leaf (Liść Klonu) – kanadyjska moneta bulionowa z wizerunkiem panującego władcy Zjednoczonego Królestwa z jednej strony i liściem klonu z drugiej.
W 1979 r. rząd kanadyjski rozpoczął emisję złotych monet bulionowych, co miało włączyć ten kraj do światowego rynku produkcji i obrotu monetami bulionowymi takimi jak np. krugerrandy z Republiki Południowej Afryki. Kanadyjskim monetom nadano nazwę własną  „Maple Leaf” (pol. liść klonu).
W latach 1979–1981 emitowano jedynie 50-dolarowe złote monety o masie 1 uncji trojańskiej, z kruszcu próby 999. W 1982 r. serię poszerzono o:
- 5-dolarówkę (1/10 uncji)
- 10-dolarówkę (¼ uncji)

podnosząc próbę złota do 9999. W lipcu 1986 r. do zbioru bitych nominałów dołączono 20-dolarówkę o masie ½ uncji trojańskiej. W 1988 r. rozszerzono serię o monety bite z:
- platyny:
  - 1/10 uncji
  - ¼ uncji
  - ½ uncji
  - uncję
- srebra (1-uncjowa).

W 1990 r. zmieniono rysunek rewersu jednouncjowych monet złotych uwydatniając liść klonu. W 1993 r. serię uzupełniono o nominał 1 dolar (1/20 uncji), w złocie i w platynie. Jedynie w roku 1994 wybito w złocie i w platynie 2-dolarówkę (1/15 uncji).
Bite są również bimetaliczne monety bulionowe ze złota/srebra.
Z prawnego punktu widzenia monety Maple Leaf są legalnymi obiegowymi znakami pieniężnymi Kanady.